# Frontière entre l'Iowa et le Nebraska
La frontière entre l'Iowa et le Minnesota est une frontière intérieure des États-Unis délimitant les territoires de l'Iowa à l'est et le Nebraska à l'ouest.
Son tracé le cours de la rivière Missouri à la confluence de la rivière Big Sioux à l'ouest de Sioux City jusqu'au parallèle 40° 35′ 02″ N.

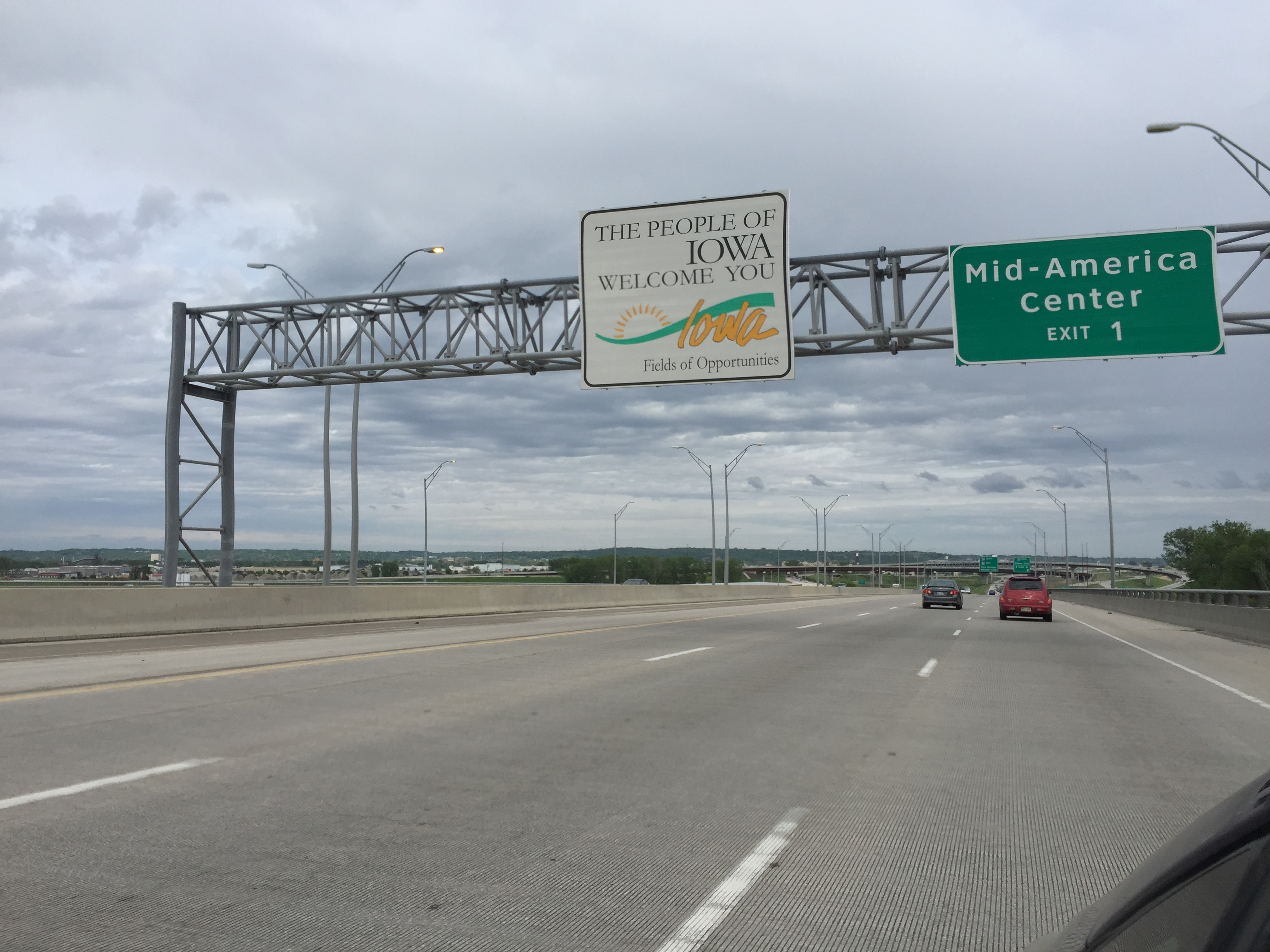
Entrée en Iowa depuis Omaha, au Nebraska, en traversant le Missouri.